# Lopată

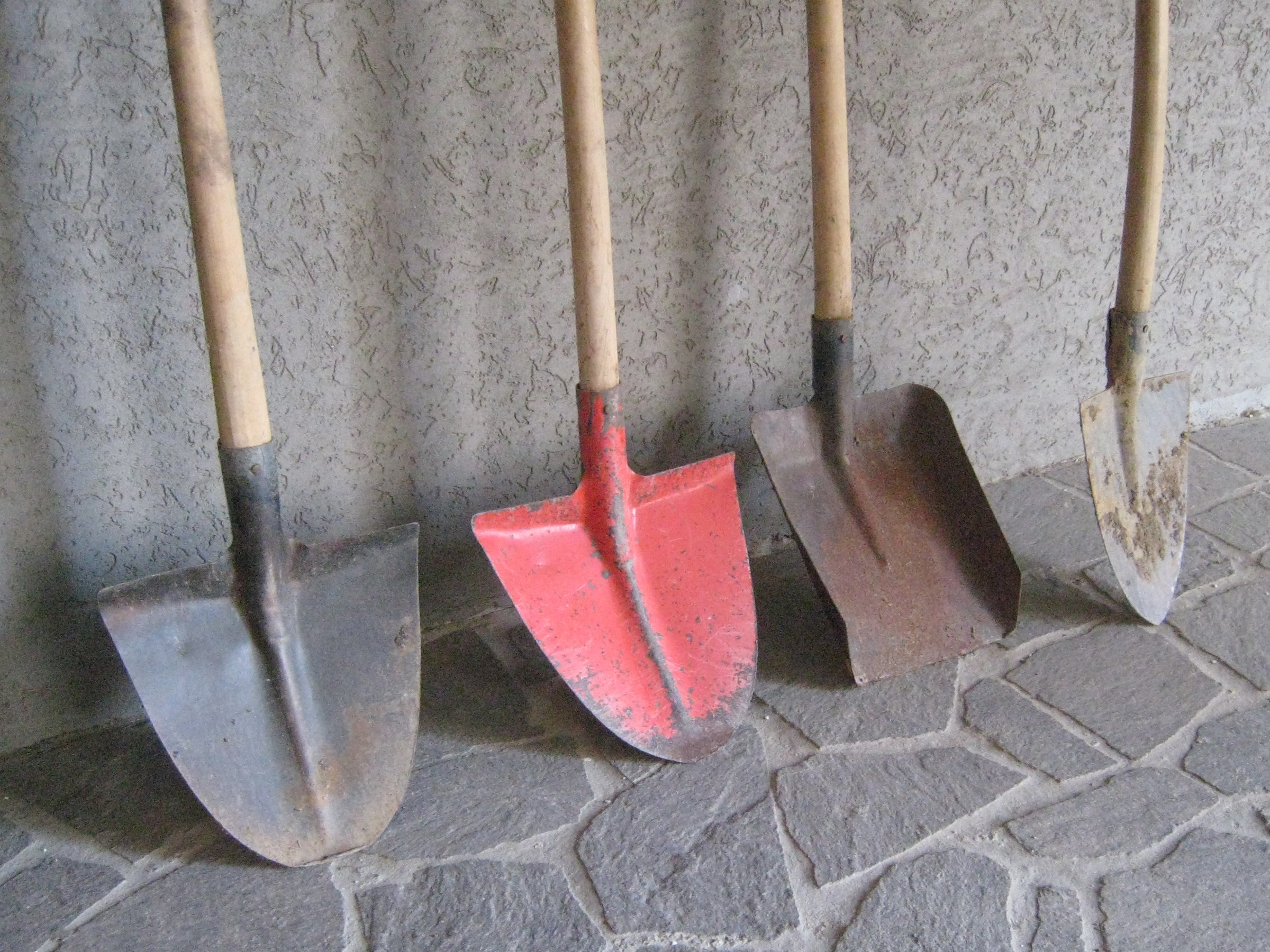
Diferite tipuri de lopeți.

Lopata este o unealtă constituită dintr-o bucată de tablă metalică sau o placă de lemn sau de plastic, ușor concavă, cu marginile laterale puțin răsfrânte, montată pe o coadă de lemn, folosită la ridicarea și aruncarea unui material pulverulent, granular sau în bucăți mici (pământ, pietriș, nisip etc.).

## Etimologie
Substantivul românesc lopată este un împrumut din limbile slave: lopata.

## Caracteristici
Lopata se compune din două părți:
- o piesă relativ plată, cu marginile mai mult sau mai puțin ridicate pentru a reține materialul;
- o coadă (un mâner) care permite mânuirea ansamblului.

## Diferite tipuri de lopeți

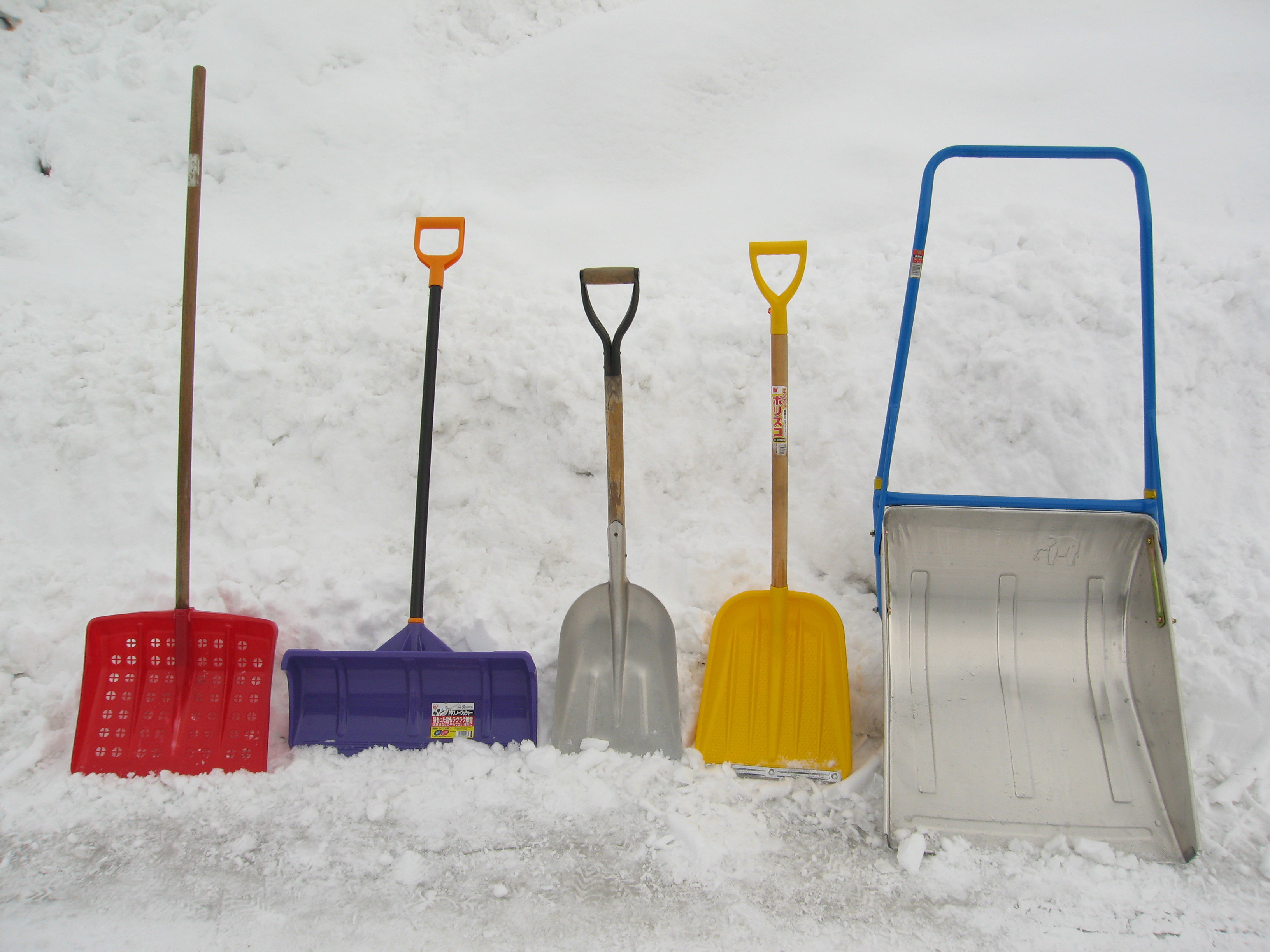
Diferite tipuri de lopeți pentru zăpadă.

Diferite forme de lopeți sunt disponibile în funcție de utilizarea lor.
- lopata din fier care se utilizează în cuptoarele de var
- lopata rotundă a zidarului
- lopata savoiardă
- lopata pătrată
- lopata pentru vânturatul cerealelor în siloz.
- lopată mică de infanterie - o cazma utilizată de către militari într-o varietate mare de scopuri.
- lopata americană cu mâner (coadă) scurt
- lopata de zăpadă
- lopățica din plastic pentru plajă
- lopata pentru pâine, sau pentru pizza.
- lopată sau vâslă

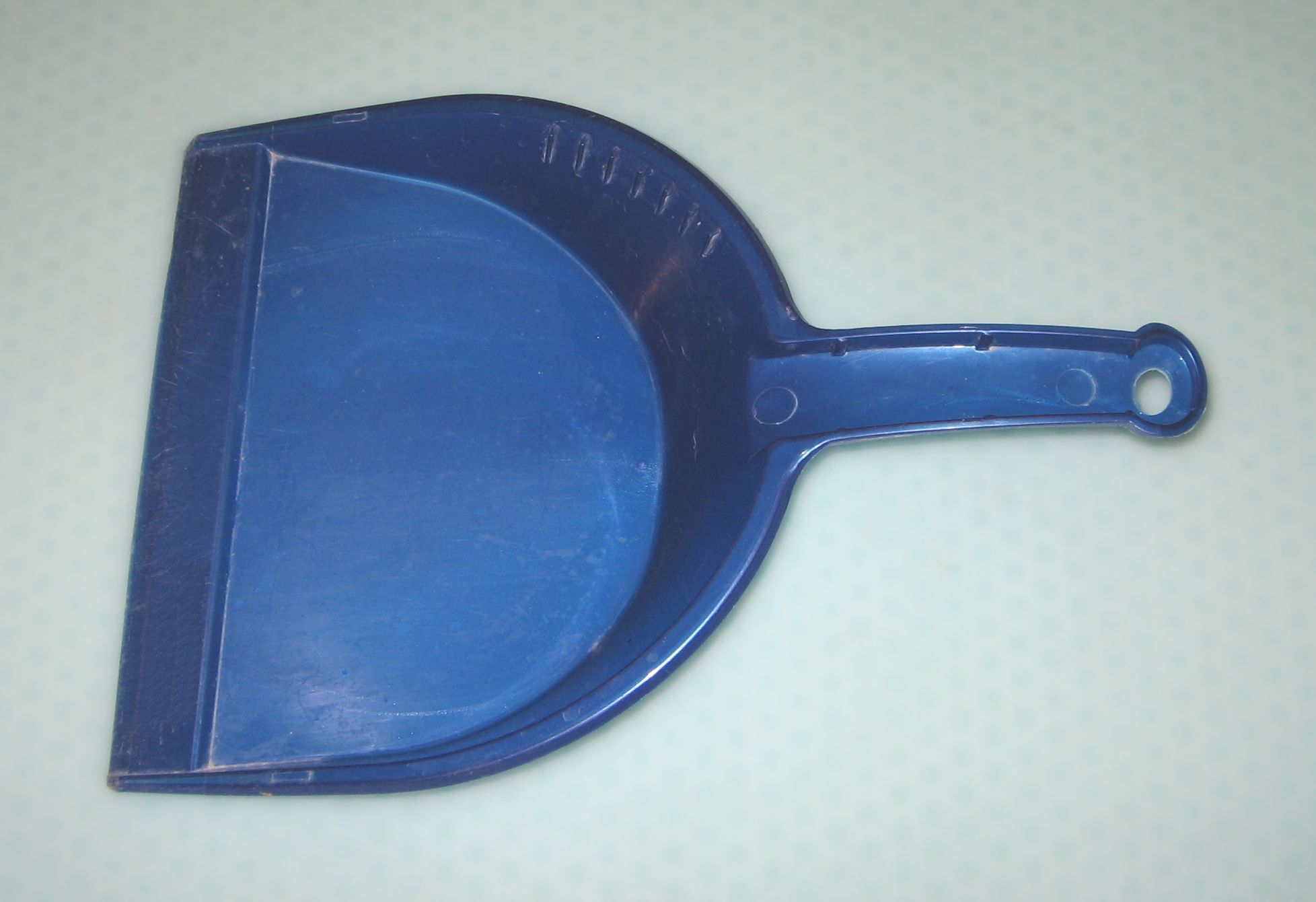
Un făraș.

- Un tip special de lopată este fărașul.